# Gillian Weir
Dame Gillian Constance Weir DBE (* 17. Januar 1941 in Martinborough, Region Wellington, Neuseeland) ist eine neuseeländische Organistin und Cembalistin.

## Biografie
Nach dem Schulbesuch studierte sie Orgel und Cembalo am Royal College of Music in Kensington (London) und gewann dort 1964 einen internationalen Orgelwettbewerb. Im Jahr darauf gab sie ihr Debüt als Organistin bei einem Konzert in der Royal Festival Hall und war Solistin bei der Eröffnung der Night of the Proms 1965.
In den folgenden Jahren spielte sie mit führenden Orchestern unter der Leitung von Claudio Abbado, Raymond Leppard, Charles Mackerras und anderen und spielte auf zahlreichen Musikfestivals und in vielen Konzerthäusern.
Daneben moderierte sie im Fernsehen der BBC eine eigene Fernsehserie mit dem Titel The King of Instruments und war nicht nur eine regelmäßige Autorin, Kommentatorin und Jurorin bei Musikwettbewerben, sondern auch Beraterin von Orgelbauern.
Für ihre Verdienste in der Musik wurde sie 1996 zum Dame Commander des Order of the British Empire ernannt und führt seitdem den Titel Dame.
Dame Gillian Weir, die 2007 auch Gastmusikerin an der Orgel des Salt Lake Tabernacle war, gab darüber hinaus auch Organisten wie Georg Hagel, Malcolm Archer und Christian Schmitt Privatunterricht. Im Dezember 2012 gab sie in der Kathedrale von Westminster ihr offizielles Abschiedskonzert. Sie gibt weiterhin internationale Meisterkurse.
1964 erhielt sie den 1. Preis für Interpretation beim St Albans International Organ Festival.